# Тухачевский, Яков Остафьевич
Я́ков Евста́фьевич Тухаче́вский (родился, по одной из версий, в 1580-х годах, Смоленщина, Великое княжество Литовское — 17 сентября 1647, Мангазея, Западная Сибирь) — русский военный и государственный деятель времён правления первых царей из династии Романовых, товарищ воеводы Тары в 1639—43 годах. Вскоре сам назначен воеводой Мангазеи (1647 год). Основатель Ачинска первым из Тухачевских в 1634 году был удостоен «большого» дворянства.

## Биография
Яков Тухачевский происходил из смоленских дворян. Во время Смутного времени он служил Лжедмитрию I, «царевичу Петру», казачьему атаману Ивану Заруцкому. 
В осажденном поляками Смоленске погибла семья Тухачевского, после чего он перешёл на сторону Василия Шуйского. Он участвовал в походах Василия Шуйского, ополчении Дмитрия Пожарского, присягал на царство Михаилу Фёдоровичу. 
В 1616 году он принял участие в попытке освобождения Смоленска. В 1617—18 он участвовал в сражениях с армией польского королевича Владислава. 
В 1618 г. он был одним из зачинщиков выступления служилых людей, требовавших выдачи жалования. 
В конце 1620-х годов Тухачевский числился среди тобольских детей боярских. Это указывает на то, что он попал в опалу и был сослан. 
В 1631 году Я. Тухачевский возглавил отряд служилых людей, посланных томским воеводой против чатского мурзы Тарлова (Тарлава). Его отряд взял Чингис-городок, выдержал ожесточённое сражение с чатскими царевичами Киреем и Аблайгиримом. 
В 1634 году в чине московского дворянина Тухачевский возглавил посольство ко двору монгольского алтын-хана. В 1638—39 годах он в Москве доказывал необходимость основания острога посреди Киргизской землицы.
В 1639—43 гг. Тухачевский занимал должность товарища воеводы Тары. В октябре 1639 г. он участвовал в приёме посольства калмыцкого Илденя-тайши. 
В 1641 году Тухачевский возглавил поход в Киргизскую землицу, командовал служилыми людьми в сражениях против киргизских князьков Ишеева и Ченеева. Ему изменили большинство его служилых людей, но он не покинул Киргизской землицы и сумел заложить Ачинский острог на реке Июсе. 
За эту службу по царскому указу он был награждён и в 1647 году был назначен воеводой Мангазеи.